# Joseph Fles

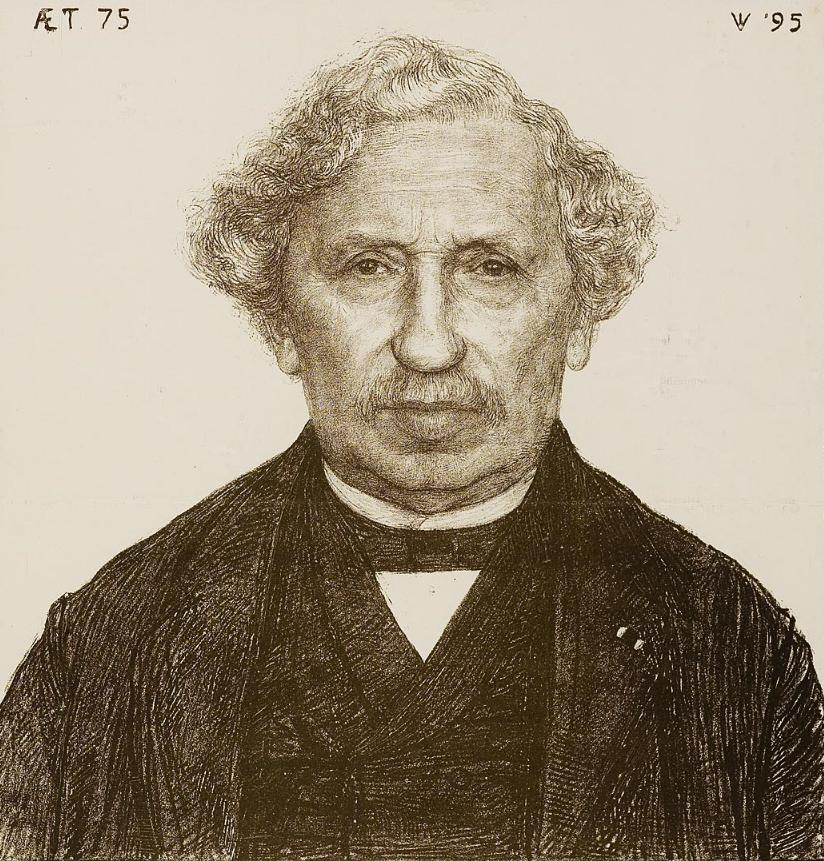
Dr. J.A. Fles getekend door J.P. Veth (1895)

Joseph Alexander Fles (Breda, 1819 – Utrecht, 28 februari 1905) was een Nederlands oogheelkundige.

## Werk
Hij begon zijn studie medicijnen in Utrecht en promoveerde in juli 1843 in Leiden op zijn dissertatie: sistens observationes quasdam medico-practicas. In september 1841 begon hij zijn carrière als officier van gezondheid 3e klasse (tweede luitenant) en zijn dissertatie ging over observaties gedaan in het militair hospitaal te Utrecht.
In 1845 werd hij docent in de ziektekundige en de bijzondere of beschrijvende ontleedkunde aan dat rijkshospitaal en de rijks-kweekschool voor militaire geneeskundigen in die plaats. Fles was intussen bevorderd tot officier van gezondheid 1ste klasse (kapitein). In 1855 kwam een door hem geschreven handleiding uit die hij gebruikte bij die opleiding waarvan later ook (herziene) herdrukken zijn verschenen (zie bibliografie).
In 1860 opende hij zijn eigen kliniek voor patiënten die aan een oogziekte hadden en drie jaar later sloeg hij het aanbod af om in Amsterdam hoogleraar in de geneeskunde te worden aan het Athenaeum Illustre (voorloper van de Universiteit van Amsterdam).
Na opheffing van die kweekschool in 1868 bleef hij in Utrecht werkzaam bij dat militair hospitaal. In maart 1872 volgde zijn bevordering tot eerste officier van gezondheid 2e klasse (majoor) en drie jaar later tot eerste officier van gezondheid 1e klasse (luitenant-kolonel) waarbij Fles tevens werd benoemd tot chef van dat ziekenhuis. Na een hoog opgelopen conflict met de inspecteur ging hij eind 1881 op eigen verzoek met pensioen waarna hij als oogarts actief bleef.

## Persoonlijk
Joseph Fles trouwde in 1853 met Amsterdamse koopmansdochter en amateurschilderes Theunisijna Kranenborg (1827-1878). Zij kregen twee dochters. Anna Fles (1854-1906) werd spraak- en zanglerares. Zij schreef het eerste Nederlandse leerboek over spreek- en zangtechnieken. Etha Fles (1857-1948) ging naar de Rijksacademie voor Beeldende Kunsten in Amsterdam en was naast schilderes ook etser en kunstcritica.
Zijn jongere broer mr. F.J.A. Fles (1827-1889) was rechter in Breda en later directeur van de Tilburgse Rijks-HBS Koning Willem II.